# Амінь (пісня)
«Амінь» — назва пісні, яка з'явилася в 2017 році в афропоп, та стала хітом з Кенії у виконанні співачки Санапеї Танде (суах. सनैपेई तांडे) Sanaipei Tande. Автор твору Дім Діллі створив її для виконання у супроводі місцевих музикантів. Це одна з найсумніших пісень 2017 року. Проста у виконанні, пісня звучала у виконанні гурту Сей у 2004/2005 роках. Вона розповідає про складне життя юної дівчини, і закликає дівчат не здаватися в пошуках кращої долі. Долі, сповненої речей, радості, смутку, надії, прощення, дружби тощо. Пісня розповідає про емоції і переживання. Головна мета пісні — донести зміст двоюрідному братові(звісно ж, що все це відбувається в уяві автора), який загинув у автокатастрофі на шляху до Момбаси.Через своє горе автор склав пісню, щоб показати глибину їхніх стосунків.

## Зміст

### Перший куплет
Зміст твору для деяких рядків, знайдених у пісні;
В першій частині звучать вибачення перед прийомною матір'ю за вчинки юності. Підлітковий вік настільки емоційний і карколомний, що іноді призводить батьків до розчарування поведінкою своїх дітей.  
"О, мамо, утріть сльози, 

Я не проти нашої війни

Не люблю тебе дратувати

Та тільки молодь така і є "
Повторити рядок: 
"Сестро, не плач, нехай твої сльози не падають

Я не звинувачую себе в єресі

Бо війна між рідними не потрібна "
У третьому розділі змальоване минуле:
"Час не дозволяє мені

Виправити мої гріхи

Тож я молюся за вас цього дня

Запам'ятай мене назавжди "
Потім автор коротко говорить про схильність плакати, йому хочеться, щоб люди сміялися, а не плакали:
"Я хочу, щоб ти сміявся в останній день

Я ще не самотня

Я дякую Господу за те, що він був присутній

Я кажу амінь "

### Другий куплет
Друга частина заохочує підлітків звертатися до мудрості, коли їм важко в житті:
"О, дорогі милі сльози

Я не наповню своє серце ненавистю

Сумніі втрати

Всі володарі

О, друзі, дайте сліз

Я не турбую себе сумом та питаннями

Ви будете все прощати без сторонньої допомоги "
Автор обговорює сильні позиції в коханні. Людина, незважаючи на страждання, які вона переживає, все ще зберігає свою добру пам'ять:
"О, я несерйозно

Ще один шанс — бути з тобою

Пробач, що я маю рану

Але я маю, маю надію

Дякую серцем, будь серед нас"